# الخرابة (الشرية)

تعديل مصدري - تعديل

الخرابة هي إحدى قرى عزلة آل غنيم بمديرية الشرية التابعة لمحافظة البيضاء، بلغ تعداد سكانها 470 نسمة حسب تعداد اليمن لعام 2004.